# Куниб
Куниб — село в Сысольском районе Республики Коми. Центр сельского поселения Куниб. 
Расположено в 11 км к северо-востоку от райцентра Визинга.

## Население
| 2010 |
| ---- |
| 551  |